# Березники (Волзький район)
Березники́ (рос. Березники, марій. Пӧртанур) — присілок у складі Волзького району Марій Ел, Росія. Входить до складу Помарського сільського поселення.

## Населення
Населення — 435 осіб (2010; 455 у 2002).
Національний склад (станом на 2002 рік):
- марі — 92 %